# Rafał Wilk (artysta)
Rafał Wilk (ur. 1979 r. w Lubaniu) – polski artysta, malarz, twórca wideo, fotografik.
Absolwent Liceum Plastycznego w Jeleniej Górze. Obronił dyplom w Instytucie Sztuk Pięknych na Uniwersytecie Zielonogórskim w pracowni prof. Ryszarda Woźniaka oraz aneks z wideo pod kierunkiem prof. Izabelli Gustowskiej.

## Twórczość
Rafał Wilk jest artystą posługującym się różnymi środkami ekspresji, od malarstwa przez fotografię, wideo po animacje komputerowe. W swoich pracach porusza zagadnienia z historii, penetruje trudną przeszłość Europy.

## Wystawy
Wybrane wystawy indywidualne
- 2012 – „Find your way home", Galeria Atak, Warszawa[4],
- 2012 – „Pozostańmy w kontakcie", Galeria Studio, Warszawa[5],
- 2012 – „Deża Wi”, Galeria BWA, Jelenia Góra[6],
- 2011 – „Rapid Eye Movement”, Galeria Bwa, Zielona Góra[2],
- 2011 – „Obrazyburczą”, Muzeum Ziemi Lubuskiej, Zielona Góra,
- 2005 – „Ludzie Wilka”, Galeria Bwa, Zielona Góra.

Wybrane wystawy zbiorowe
- 2011 – „Krzywy Komin”, Fundacja Salony, Zielona Góra,
- 2011 – „Piratów czeka śmierć”, Instytut Polski, Bratysława,
- 2011 – „DOCG”, Galeria Atak, Warszawa,
- 2010 – „Opowiedz mi o tym”, Galeria Arttrakt, Wrocław,
- 2010 – „Zielona z Jelenia mylą mi się”, Galeria Bwa, Jelenia Góra,
- 2010 – „Nie Śpimy”, Galeria Bwa, Zielona Góra[7],
- 2010 – „Grusse aus Zielona Góra”, Museum Junge Kunst, Frankfurt nad Odrą, Niemcy,
- 2010 – „700Is”, Festiwal video art, Slaughterhouse, Egilsstadir, Islandia,
- 2009 – „A letter from faraway”, PAS, Edinbourgh, Szkocja,
- 2009 – „Kto mnie słyszy? Nic nie widzę”, Galeria Studio, Warszawa,
- 2008 – „Szpakowski-Kontynuacja“, Muzeum Ziemi Lubuskiej, Zielona Góra,
- 2008 – „Inspiracje“, Fabryka Trzciny, Warszawa,
- 2008 – „De Immundo“, Studio Bwa, Wrocław,
- 2007 – „Miejsce do mieszkania, miejsce do kochania“, Galeria Bwa, Zielona Góra,
- 2007 – „Salon Jesienny“, Galeria Bwa, Zielona Góra,
- 2007 – „Jeżeli nie umarli to pewnie jeszcze żyją”, Galeria Bałtycka, Słupsk,
- 2007 – „Idolatrie”, Galeria Klimy Bocheńskiej, Warszawa,
- 2007 – „Najpierw Smutna a potem płacze”, Kolonia artystów, Gdańsk,
- 2006 – „More or Less”, Museu da Ciencia e da Indrustia, Porto, Portugalia,
- 2006 – „Obraz roku 2005”, wystawa pokonkursowa, Hotel Europejski, Warszawa[3].

Źródła

## Nagrody i wyróżnienia
- 2010 – stypendium Miasta Zielona Góra,
- 2009 – stypendysta MKiDN,
- 2005 – zdobywca Grand Prix w konkursie Art & Business za obraz roku.